# 周來賓
周來賓（？—？），浙江省紹興府山陰縣人，清朝政治人物、進士出身。
光緒十五年（1889年），参加光緒己丑科殿試，登進士二甲37名。同年五月，著主事，分部学习。